# Acido urocanico
L'acido urocanico è un prodotto del catabolismo dell'aminoacido istidina, da cui deriva per azione dell'enzima istidasi o istidina ammoniaca-liasi.
Fu isolato per la prima volta nel 1847 dal chimico Max Jaffé nelle urine di un cane, da cui il suo nome. 

## Metabolismo
Dopo la sua genesi, l'acido urocanico viene convertito a livello epatico in acido 4-imidazolonpropionico per opera della urocanasi o acido urocanato idratasi. Da questo composto poi si origina acido glutammico, che può svolgere ruolo strutturale o di metabolita intermedio.
Esiste una condizione metabolica genetica chiamata urocanico aciduria, che è dovuta a un deficit congenito di urocanasi. Anche se il decorso di questo disordine recessivo è benigno, sono stati segnalati casi in cui era presente un certo grado di ritardo mentale e di aggressività.

## Proprietà biologiche
L'acido urocanico è rappresentato a livello cutaneo (specie nello strato corneo) ed è presente pure nel sudore. È stato ritenuto essere uno schermante naturale contro le radiazioni ultraviolette di tipo B (UVB). 
Esistono due isomeri dell'acido urocanico.
L'isomero derivato per ammoniolisi è la forma trans. Quando questa è sottoposta a irradiazione UV, si trasforma nell'isomero cis che possiede delle proprietà molto diverse dal precedente. L'isomerizzazione avviene a una velocità per cui si arriva a generare una mistura di circa il 50% dei due isomeri, con un picco di trasformazione intorno ai 310 nanometri a livello cutaneo. 
Studi di HPLC hanno evidenziato che la concentrazione di acido urocanico è maggiore nella pelle durante la stagione estiva, anche nelle zone non esposte al sole. C'è una differenza di 10 volte nelle sue concentrazioni tra soggetti umani che non si correla con lo stato di abbronzatura, né l'intensità della pigmentazione, lo spessore dello strato corneo o una storia precedente di tumore cutaneo. 
La conclusione odierna è che l'acido cis-urocanico non è uno schermante UV. Anzi, esistono prove pubblicate che dimostrano come esso sia capace di dare inizio a fenomeni di immunosoppressione post-ultravioletta che a lungo andare potrebbero favorire l'insorgere di neoplasie, con un fenomeno di "mancata sorveglianza immunologica". Parte di questo meccanismo si esplicherebbe prevenendo l'esposizione delle cellule di Langerhans cutanee ad antigeni estranei e rallentando certe funzioni dei linfociti natural killer.
Con l'avanzamento delle conoscenze biochimiche, comunque, è stato possibile delucidare parte dei meccanismi che portano l'acido urocanico all'immunosoppressione.
Parte dell'azione potrebbe essere mediata dal suo antagonismo verso il recettore GABA di tipo A presente sui linfociti. Molto più recentemente è stato provato da due studi, che esso dia inizio alla promozione tumorale cutanea stimolando un subtipo di recettore per la serotonina presente nei fibroblasti del derma umano, il recettore 5-HT2A. 
Interferisce inoltre con la produzione di AMP ciclico cutaneo stimolata dalle prostaglandine attraverso il recettore PGE1, ma è esso stesso un induttore delle sintesi delle stesse prostaglandine a livello dei macrofagi. Ed è noto che questi mediatori endogeni sono dotate di parziale azione immunosoppressoria sulle cellule mononucleate attraverso la via AMP ciclico/proteina chinasi cAMP-dipendente.
Le sue azioni molecolari, dunque, sono molto complesse e a diversi livelli. Al di sopra di tutto, resta assodato che l'acido cis-urocanico non è un composto cui si deve permettere una sintesi incontrollata o cronica, per gli effetti negativi cui può condurre l'organismo umano.